# 東京都道12号調布田無線

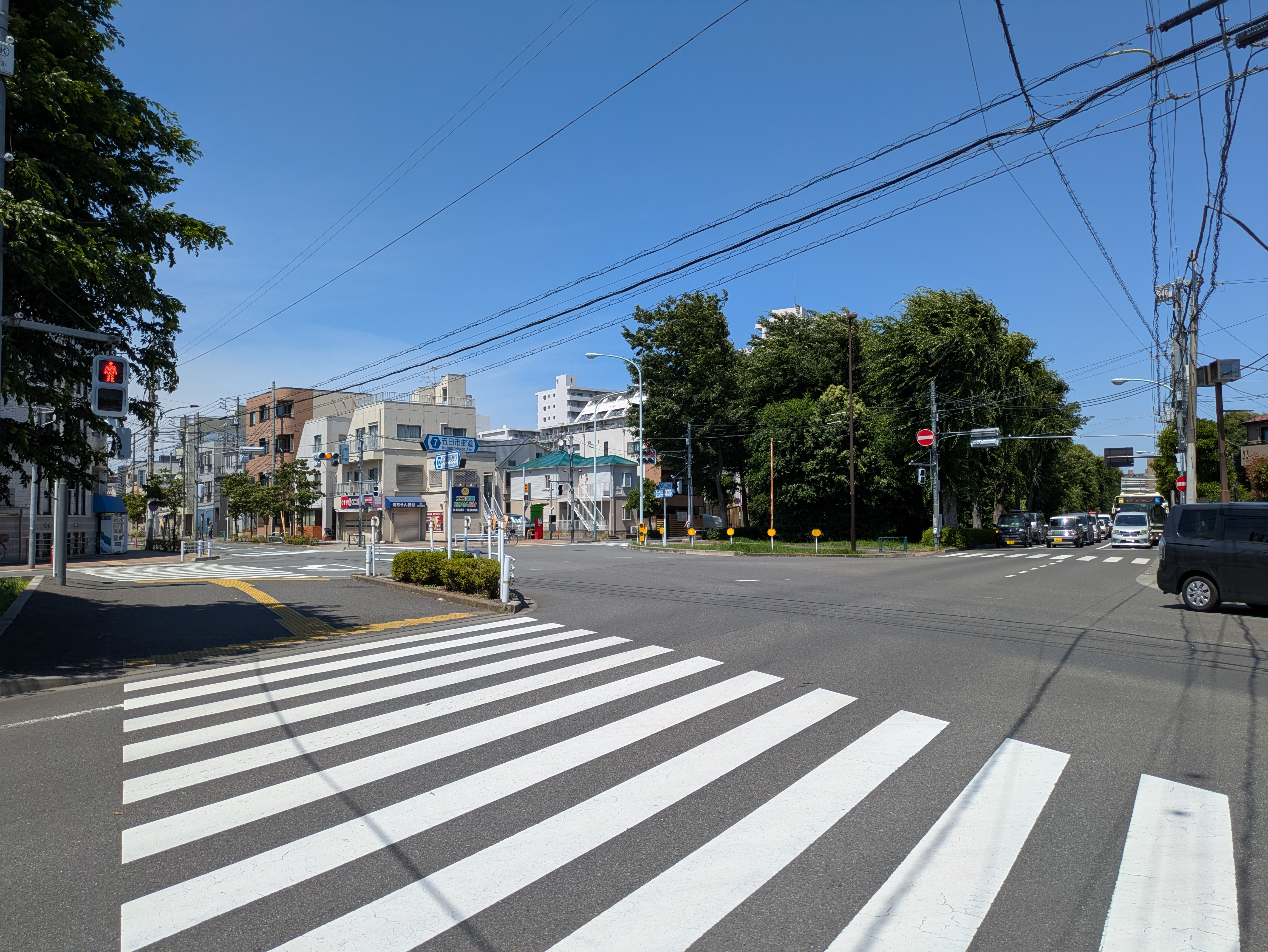
武蔵境通りと五日市街道が交差する柳橋交差点（武蔵野市関前、西東京市新町）（2025年6月）

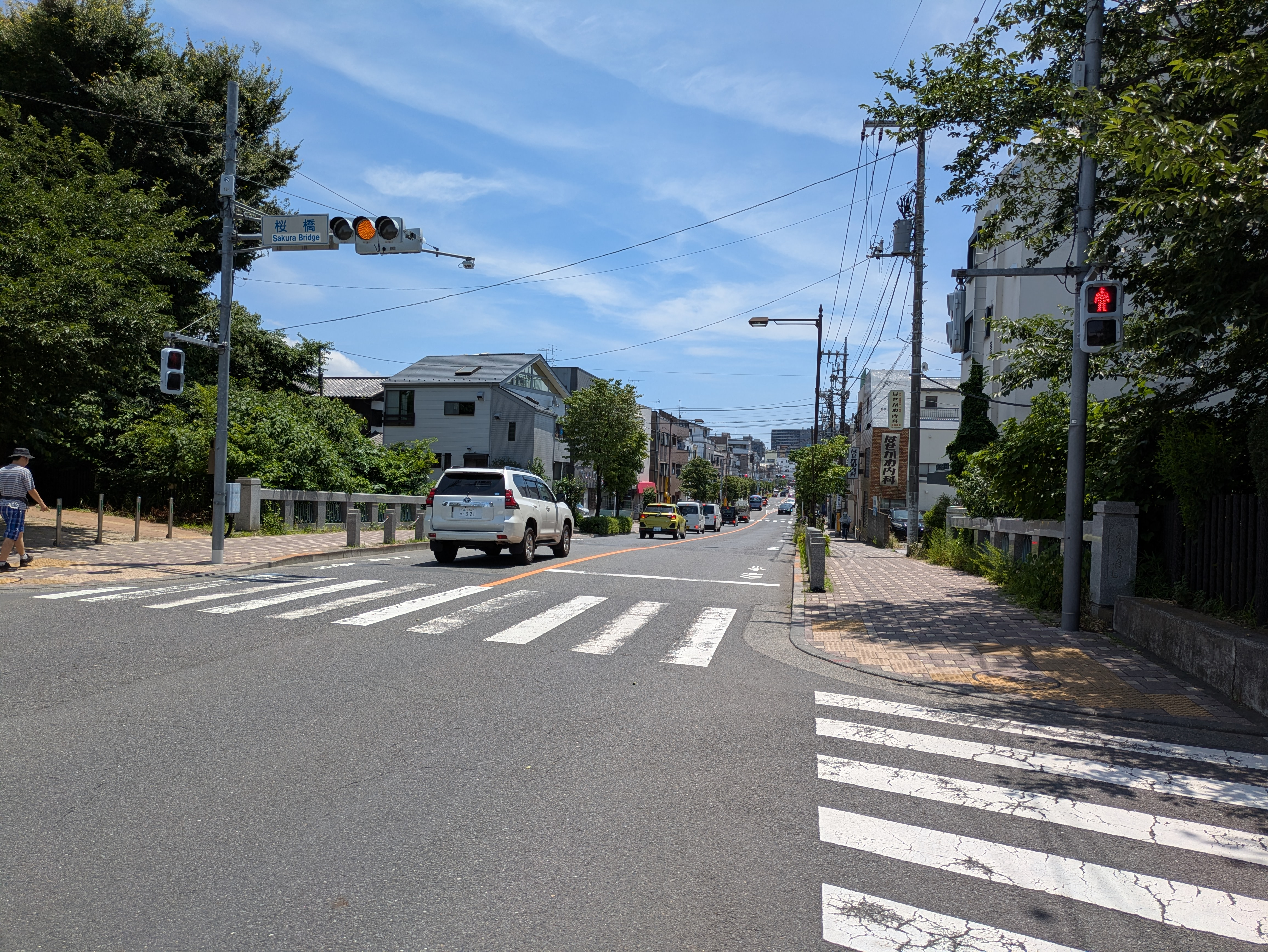
武蔵境通り、桜橋信号（武蔵野市関前）（2025年6月）

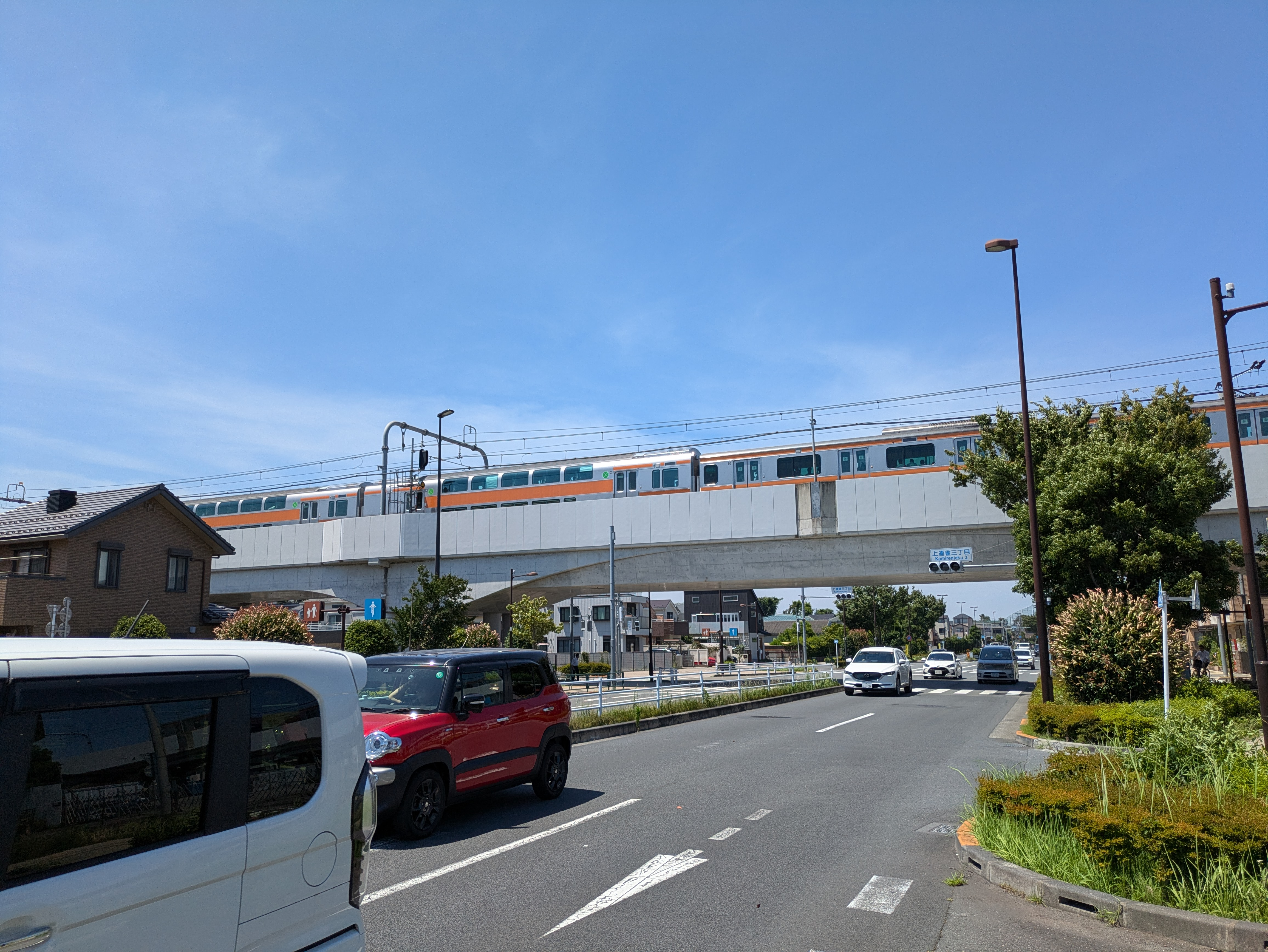
片側二車線の都道12号線と中央線の立体交差部（三鷹市上連雀、武蔵野市境南町）（2025年6月）

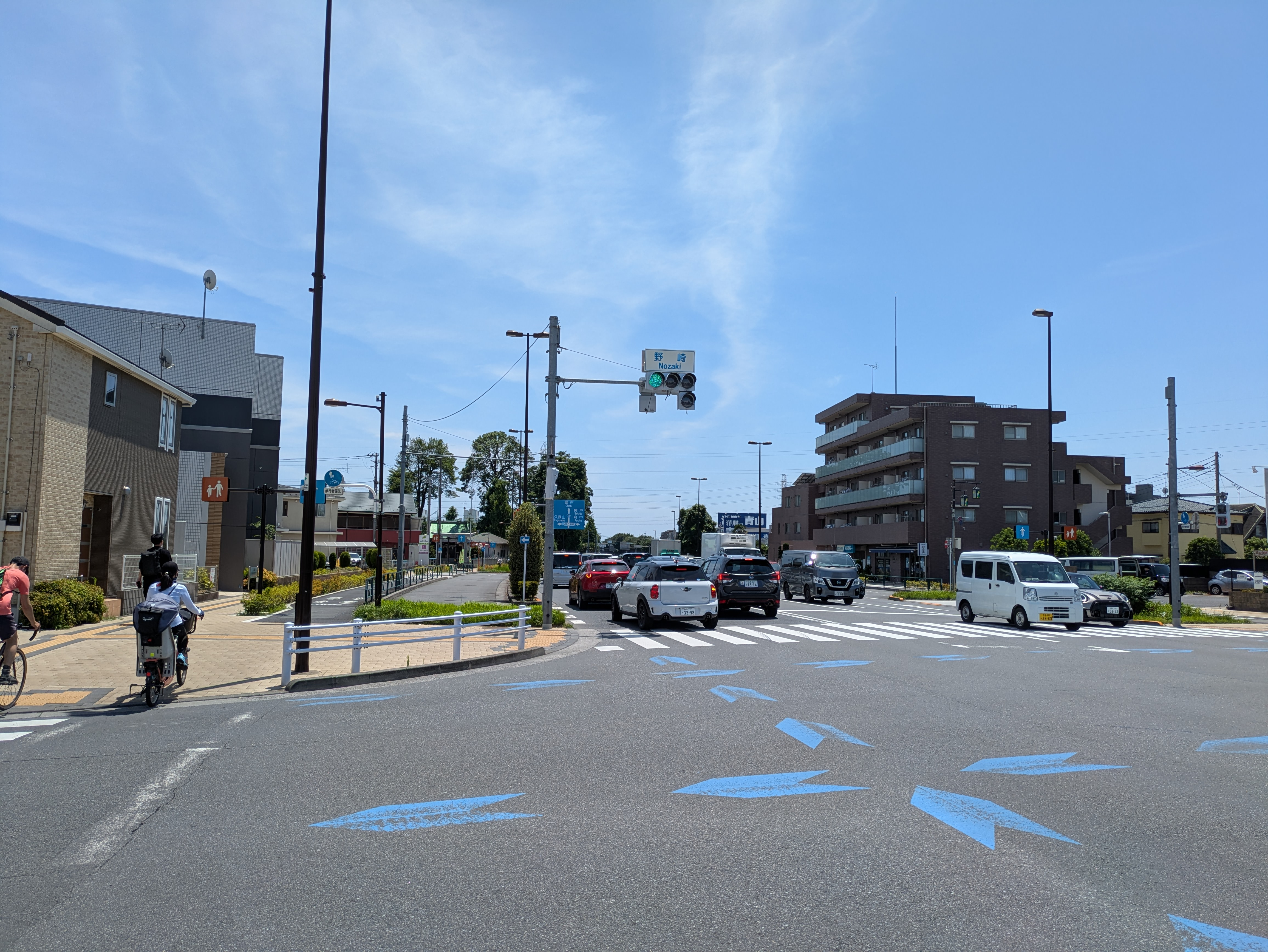
人見街道・調布保谷線 野崎交差点（三鷹市野崎）（2025年6月）

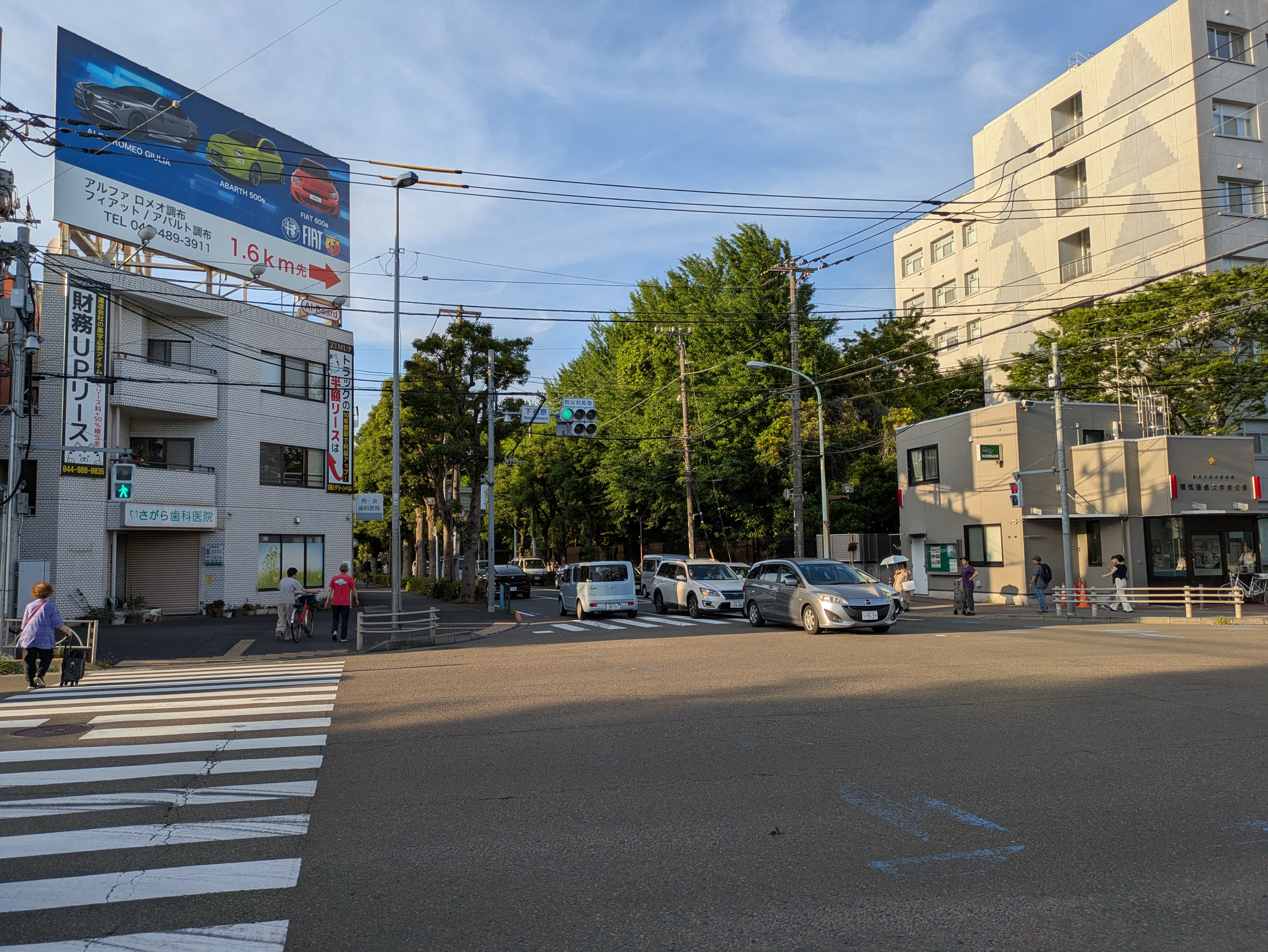
甲州街道と接する下石原交差点（調布市下石原）（2025年6月）

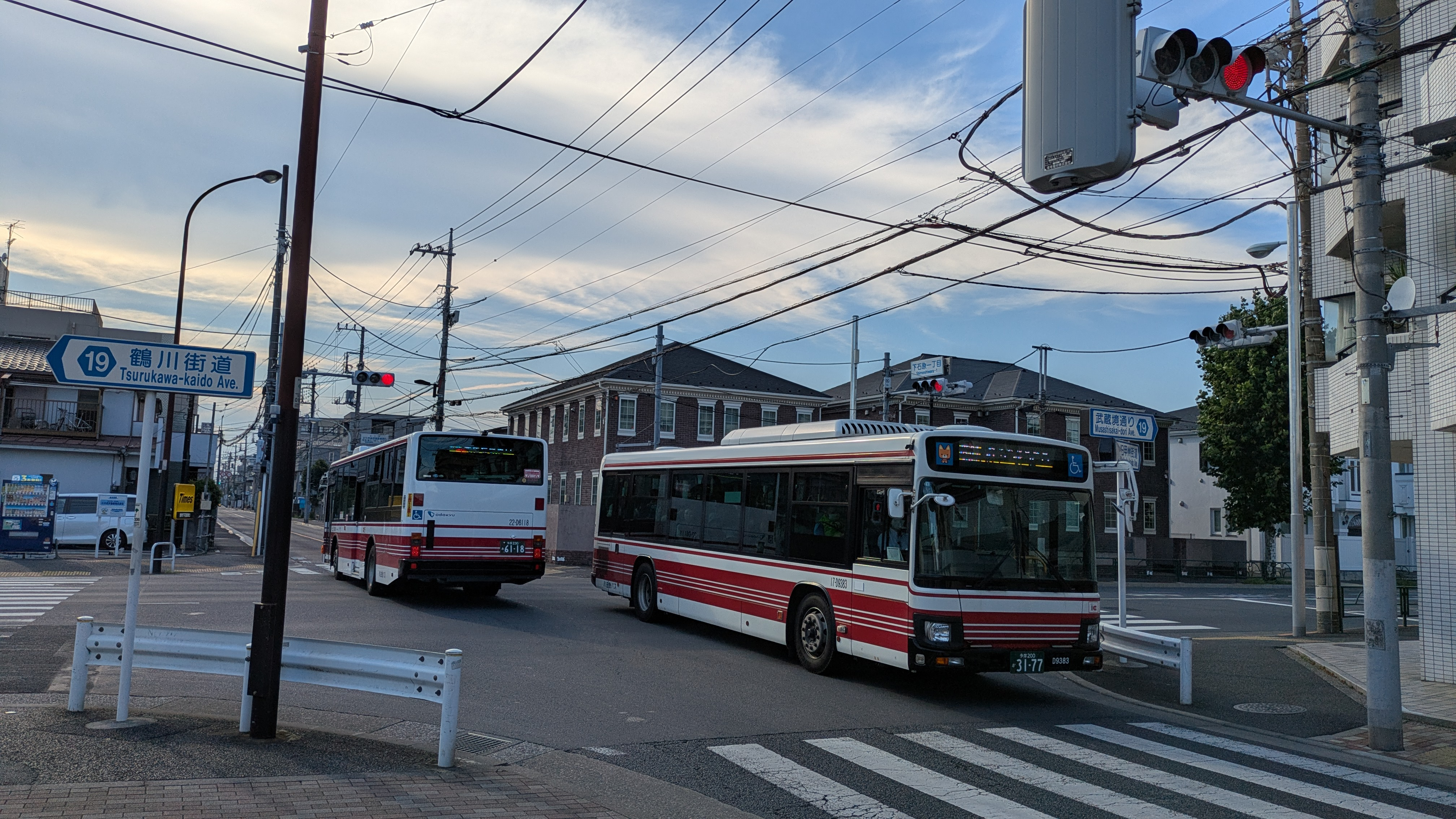
起点となる下石原1丁目交差点。これより南は鶴川街道となる（調布市下石原）（2025年8月）

東京都道12号調布田無線（とうきょうとどう12ごう ちょうふたなしせん）とは調布市と西東京市（旧田無市）を連絡する主要地方道である。

## 路線データ
- 起点：調布市小島町1丁目東京都道119号北浦上石原線交点（小島町1丁目交差点）
- 終点：西東京市（田無町三丁目交差点）
- 路線延長：10,561 m（実延長、2013年4月1日現在）
- 面積：190,380 m2[1]
- 都市計画路線名：三鷹3・2・6、三鷹3・4・7、調布3・2・6、武蔵野3・4・22、西東京3・4・20
- 都道認定要件：主要地と主要地とを連絡する道路

## 路線状況
本線の起点から三鷹市塚交差点までと支線のうち三鷹市塚交差点から関前一丁目間交差点までは多摩南北道路に位置づけられている都市計画道路調布保谷線の一部に該当する。

### 支線・バイパス
武蔵境通りバイパス1
- 調布市東京都道119号北浦上石原線交点（下石原1丁目交差点）
↓
- 調布市深大寺元町御塔坂下バス停付近（本線と合流）

新武蔵境通り
- 三鷹市東京都道134号恋ヶ窪新田三鷹線交点（本線分離・塚交差点）
↓
- 武蔵野市東京都道7号杉並あきる野線支線交点（関前一丁目交差点）

武蔵境通りバイパス2
- 西東京市東京都道5号新宿青梅線交点（総持寺田無神社前交差点）
↓
- 西東京市東京都道4号東京所沢線・東京都道112号ひばりケ丘停車場線交点（田無町三丁目交差点）

### 通称
- 武蔵境通り - 東京都通称道路名設定公告整理番号93 1984年5月1日（バイパス並行区間は起点付近はバイパス、終点付近は旧道の方が公示されている）
- 連雀通り - 東京都通称道路名設定公告整理番号96 1984年5月1日（134号重複区間）
- 新武蔵境通り - 東京都通称道路名設定公告整理番号143 2014年7月8日（境南町一丁目 - 関前一丁目間・支線）

### 重複区間
- 東京都道19号町田調布線：起点 - 調布市小島町1丁目国道20号交点（小島町交差点）
- 東京都道134号恋ヶ窪新田三鷹線：三鷹市上連雀7丁目（三鷹市塚交差点） - 三鷹市井口1丁目（日赤病院南交差点）
- 東京都道123号境調布線（東京都武蔵野市境2丁目）武蔵境駅北口 - 都市計画道路境3・4・7号交点

### 橋梁
- 御塔坂橋（野川）:三鷹市大沢4丁目
- 桜橋（玉川上水）:武蔵野市境4丁目
- 柳橋（千川上水）:武蔵野市関前4丁目
- 富士見橋（石神井川）:西東京市南町4丁目

### 道路交通センサス
道路交通センサスによる調布田無線の各観測地点での交通量はそれぞれ以下の通りである（いずれも2010年〈平成22年〉度時点）。
| 観測地点               |            |          |          |          |         |        |         |   |
| 大型車台数             | 小型車台数 | 二輪車類 | 自転車類 | 歩行者類 | 車道部  | 歩道部 | 車線数  |   |
| 調布市深大寺元町3-39-5 | 1,823台    | 11,499台 | 525台    | 3,468台  | 1,148台 | 8.25 m | 10.00 m | 2 |
| 調布市深大寺北町6-59   | 1,586台    | 10,235台 | 765台    | 2,273台  | 1,040台 | 8.25 m | 1.50 m  | 2 |
| 三鷹市井口1-25-1       | 759台      | 6,115台  | -        | -        | -       | 8.25 m | 1.50 m  | 2 |
| 武蔵野市関前5-8        | 1,554台    | 10,163台 | 453台    | 3,896台  | 1,060台 | 7.75 m | 3.00 m  | 2 |

## 地理

### 通過する自治体
- 東京都
  - 調布市
  - 三鷹市
  - 武蔵野市
  - 西東京市

### 交差する道路
武蔵境通り
- 東京都道229号府中調布線（旧甲州街道）:下石原1丁目交差点
- 東京都道19号町田調布線（鶴川街道・旧甲州街道）:下石原1丁目交差点
- 国道20号（甲州街道）:下石原交番前交差点
- 東京都道12号調布田無線支線:御塔坂橋南交差点
- 東京都道14号新宿国立線（東八道路）:野崎八幡前交差点
- 東京都道110号府中三鷹線（人見街道）:三鷹市野崎交差点
- 東京都道12号調布田無線支線（新武蔵境通り）:三鷹市塚交差点
- 東京都道134号恋ヶ窪新田三鷹線（連雀通り）＝重複区間:三鷹市塚交差点 - 日赤病院南交差点
- 東京都道123号境調布線 ＝重複区間:名称無し交差点（武蔵境駅北口） - 名称無し交差点（武蔵野市都市計画道路境3・4・7号交点）
- 東京都道7号杉並あきる野線支線（井ノ頭通り）:境浄水場西交差点
- 東京都道7号杉並あきる野線（五日市街道）:柳橋交差点
- （武蔵境通りバイパス）:名称無し交差点（西東京市道119号線交点）
- 東京都道5号新宿青梅線（青梅街道）:田無町交差点
- 東京都道4号東京所沢線（所沢街道）:名称無し交差点

武蔵境通り旧道
- 東京都道229号府中調布線（旧甲州街道）:小島町1丁目交差点
- 東京都道19号町田調布線（旧甲州街道・武蔵境通り旧道） ＝重複区間:小島町1丁目交差点 - 小島町交差点
- 国道20号（甲州街道）:小島町交差点
- 東京都道12号調布田無線本線（武蔵境通り）:御塔坂橋南交差点

新武蔵境通り
- 東京都道12号調布田無線本線（武蔵境通り）・東京都道134号恋ヶ窪新田三鷹線（連雀通り）:三鷹市塚交差点
- 東京都道7号杉並あきる野線支線（新武蔵境通り）・東京都道7号杉並あきる野線支線（井ノ頭通り）:関前一丁目交差点

武蔵境通りバイパス
- （武蔵境通りバイパス）・東京都道5号新宿青梅線（青梅街道）:総持寺田無神社前交差点
- 東京都道4号東京所沢線（所沢街道）・東京都道112号ひばりケ丘停車場線（谷戸新道）:田無町三丁目交差点

### 沿線の主な施設
- 調布駅
- 電気通信大学
- 神代植物公園
- 調布北高等学校
- 武蔵野赤十字病院
- 日本赤十字看護大学
- 聖徳学園中学校・高等学校
- 日本獣医生命科学大学
- 武蔵境駅
- 境浄水場
- 武蔵野大学
- 西東京市役所（田無庁舎）
- 田無駅
- アスタビル